# Как жёны мужей продавали
«Как жёны мужей продавали» — мультипликационный фильм, выпущенный Творческим объединением художественной мультипликации киностудии «Киевнаучфильм» в 1972 году.

## Сюжет
Начальные титры:

«Этот мультфильм нарисован по мотивам шуточной украинской народной песни о том, как жёны решили продать своих опостылевших мужей. Одна жена хочет избавиться от гуляки, другая — от пьяницы, молоденькой надоел старик, труженице — лентяй, а у высокой — муж слишком мал ростом.»
Народ направляется на базар, каждый со своим товаром. Жёны ведут на верёвках мужей.

Одна жена продаёт мужа-гуляку и бабника. Набегает уйма девиц-покупательниц, все размахивают деньгами. Глядя на претенденток, жена передумывает и уводит мужа домой.

Высокая жена продаёт низенького мужа, его покупает девушка ростом ещё выше жены.

Старая мать продаёт холостого и некрасивого сына. Он достаётся самой решительной девушке, которая проверила, умеет ли он целоваться.

Вздохнув и перекрестившись, старуха решает купить себе мужа-старика. Молоденькая жена настолько рада, что не только не берёт у неё деньги, но и отдаёт свой кошелёк в придачу к старику.
Постепенно торговля завершается и базар пустеет. Остались только жёны, продающие лодыря и пьяницу, но они никому не нужны даже даром. Жёны сначала меняются мужьями, но подумав, они отталкивают их прочь, так как они всё равно не способны работать.

## Над фильмом работали
- Сценарий и постановка — Ирина Гурвич
- Художники-постановщики — Генрих Уманский, Жанна Покулитая
- Оператор — Анатолий Гаврилов
- Композитор — Борис Буевский
- Звукооператор — Игорь Погон
- Мультипликаторы — Марк Драйцун, Наталья Марченкова
- Редактор — Светлана Куценко
- Ассистенты — О. Малова, О. Деряжная, Э. Перетятько
- Директор — Иван Мазепа.

## Награды
Мультфильм «Как жёны мужей продавали» был награждён на фестивалях:
- 1974 — II МФ анимационных фильмов в Загребе (СФРЮ) — Специальная премия «За оригинальное использование народной музыки в сочетании с изобразительным решением фильма»;
- 1974 — III МФ анимационных фильмов в Нью-Йорке — Почётный диплом за III место.

## Музыка и песни
- Звуковое сопровождение мультфильма состоит из украинской народной песни в обработке «Ой там, на точку, на базарі»[2].

## Переиздания на DVD
- В сборнике мультфильмов «Вересковый мед» в 2005 году.
- В сборнике мультфильмов «Сказочная мозаика» (Выпуск 12) в 2008 году.

## О мультфильме
Опора на прогрессивные национальные традиции, стремление использовать для развития современного рисованного фильма богатый источник народного искусства — один из главных принципов творчества, которым неизменно руководствуются украинские мультипликаторы. Идет ли речь о произведениях эпического склада, таких, как фильмы «Маруся Богуславка» (1969), «Сказание про Игорев поход» (1974, по «Слову о полку Игореве») или по-народному ярком и сочном фильме Ирины Гурвич «Как жены мужей продавали» (1972, призы в Загребе и Нью-Йорке), основанном на украинской шуточной песне, рассказывающей о том, как решено было распродать на рынке опостылевших горе-мужей, — красочность и своеобразие стилистики народного изобразительного языка, его излюбленных форм дает себя знать со всей очевидностью.— Асенин С.В.

Среди лучших мультфильмов «Киевнаучфильма» 60—70-х годов XX в.: «Сказание про Игорев поход», «Журавлик», «Тёплый хлеб», «Тигрёнок в чайнике», «Волшебник Ох», «Весёлый цыплёнок», «Мальчик и облачко», «Парасолька на охоте», «Человек и слово», «Как казаки невест выручали», «Салют», «Какого рожна хочется?», «Удивительный китёнок», «Колумб причаливает к берегу», «Как жёны мужей продавали».— Украинской ССР кинематография // Кино: Энциклопедический словарь / Под ред. С. И. Юткевича. — М.: Советская энциклопедия, 1987. — С. 436. — 640 с.